# 四十塚川
四十塚川（しじゅうつかがわ）は、福岡県福岡市の片縄山を源流とし、福岡市南区を流れ福岡市南区柏原四丁目付近で樋井川に合流する福岡市普通河川管理条例による指定を受けた普通河川である。